# Плантерсвилл (Техас)
Плантерсвилл (англ. Plantersville) — невключённая территория в округе Граймс, Техас, США.
Расположен на стыке шоссе 105 и 1774 FM на юго-востоке округа, примерно в 12 милях к юго-востоку Навасоты и 32 милях к западу Конро. По данным энциклопедии Handbook of Texas и по оценкам — численность населения сообщества в 2000 году была 212 человек.
Почтовый код Плантерсвилла: 77363.
Общественное образование в Плантерсвилле осуществляется школьным округом Навасота.